# ایر وان ایرلاینز

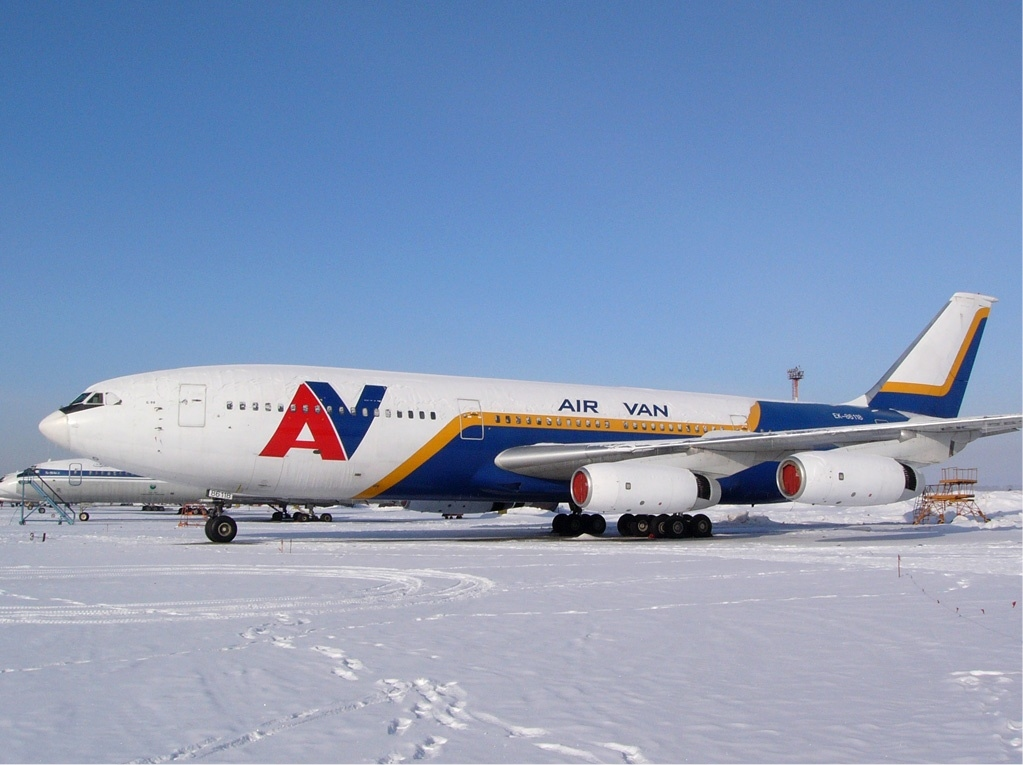

ایر وان ایرلاینز (انگلیسی: Air Van Airlines) یک شرکت هواپیمایی مستقر در ارمنستان بود که در سال ۲۰۰۳ میلادی تأسیس و در سال ۲۰۰۵ منحل شد.